# Др'єновська Нова Вес
Др'єновська Нова Вес або Дрєновська Нова Весь (словац. Drienovská Nová Ves) — село в Словаччині, Пряшівському окрузі Пряшівського краю. Розташоване в центральній частині східної Словаччини, на межі Шариської височини та північної частини Кошицької улоговини в долині Ториси.
Уперше згадується у 1335 році.

## Культурні пам'ятки
- Римо—католицький костел Найсвятішої Трійці.

## Населення
| Рік:            | 1994. | 2004.    | 2014.    | 2024.    |
| --------------- | ----- | -------- | -------- | -------- |
| Кількість осіб: | 619   | 697      | 804      | 897      |
| Різниця:        |       | +12,60 % | +15,35 % | +11,56 % |

| Рік:            | 2023. | 2024.   |
| --------------- | ----- | ------- |
| Кількість осіб: | 866   | 897     |
| Різниця:        |       | +3,57 % |

У селі проживає 820 осіб.